# Szemölcs

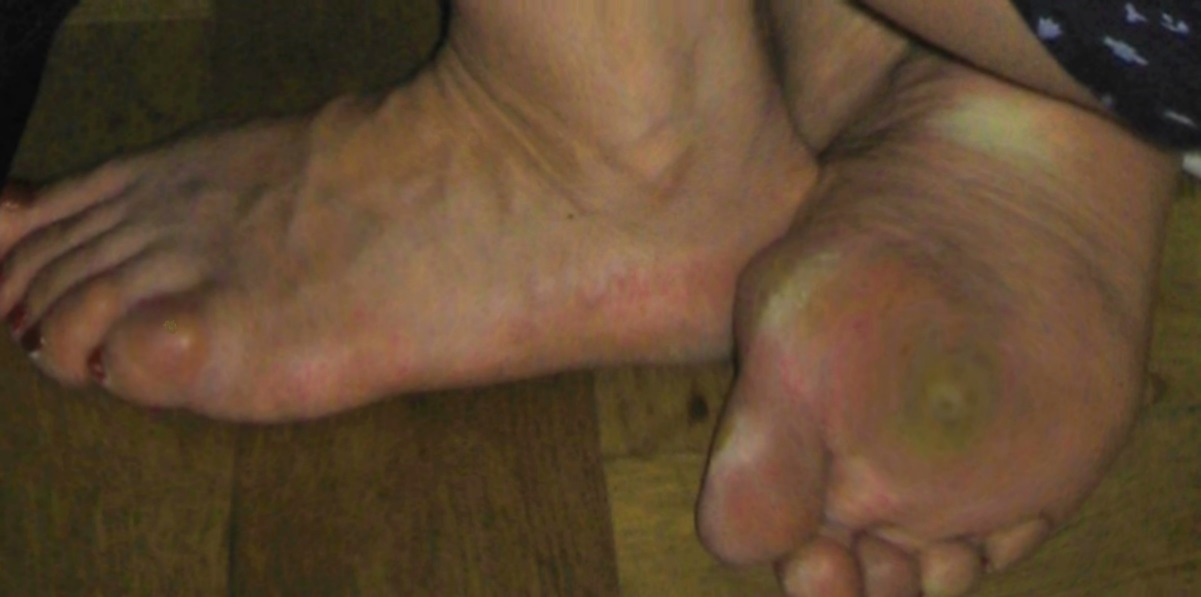
Nagyon fájdalmas szemölcsök a talpon

A szemölcsök (népiesen: fökény) kisebb-nagyobb kemény bőrkinövések a test különböző részein. Több típusuk ismert, melyeket általában vírus okoz. Körülbelül 50 vírustípust lehet elkülöníteni. A vírusok által létrehozott kórképek függnek a vírus típusán kívül a fertőzés helyétől, az ott lévő körülményektől, a bőr állapotától.
Ezen vírusok okozta bőrfertőzések nagyon gyakoriak. Ide tartozik néhány olyan vírus is, melyek a hámsejtek rákos átalakulását idézhetik elő.

## Szemölcsökről általában
A tapasztalatok szerint az elmúlt években jelentős mértékben megnövekedett hazánkban a szemölcsös megbetegedések száma, amelynek oka, hogy az egészségtudatosabb életmóddal együtt több időt töltünk fürdőkben és uszodákban, használunk közös edzőtermi sportszereket. Mindez – amellett, hogy az egészségesebb életvitel hasznos és jó – fokozottan növeli azoknak a helyzeteknek a gyakoriságát, amelyek során megfertőződhetünk a szemölcsöt okozó vírus valamelyikével.
Itt érdemes megemlítenünk két kiemelten veszélyeztetett csoportot. Az első a gyengébb immunrendszerrel rendelkező, fertőzésekre fogékonyabb kisgyermekek. Az ő esetükben a szemölcsfertőzés kezelésének nehézsége, hogy a szemölcsök okozta bőrirritációra reagálva a seb vakargatása elősegíti a fertőzés továbbterjedését – azaz könnyen válhatnak a család többi tagjai is fertőzötté a közvetlen érintkezés, a közösen használt törülköző, vagy bármilyen más háztartási eszköz által.
A másik kategóriába a kifejezetten legyengült, csökkent ellenálló képességű immunrendszerrel rendelkezők tartoznak, így például azok, akik AIDS betegek, szervátültetésen estek át vagy kemoterápiás kezelés alatt állnak daganatos betegségük kapcsán. Az ő esetükben is hatványozottabb gyakorisággal fordul elő a fertőzöttség.
A „szemölcs” kifejezés gyakran képezi félreértés tárgyát. A hétköznapi beszéd során ugyanis csak ritkán teszünk különbséget a különböző bőrelváltozások között. Így egyszerre illetjük – a sokszor egymásra ténylegesen hasonlító – anyajegyeket és a különböző eredetű, vírusos fertőzések által okozott bőrelváltozásokat is ugyanazzal a kifejezéssel. Pedig a különbség hatalmas. Hiszen amíg az anyajegy természetes, a bőrön és a nyálkahártyán már születéskor meglévő vagy csak később kialakuló jóindulatú elváltozás, mely színében, szerkezetében, felszínében eltér a környező bőrtől, addig a szemölcs minden esetben vírusos fertőzés eredményeként alakul ki, mely a kezelés elhanyagolásával tovább terjedhet a test más pontjaira is.
A néhány millimétertől akár egy 1 centiméteres nagyságig megnövő szarukinövés (verruca vulgaris) testünk bármely részén feltűnhet, a bőrünkön éppúgy, mint a nyálkahártyánkon. (Jellemzően a kezünkön, tenyerünkön, ujjainkon vagy a talpunkon jelennek meg ezek a kóros bőrelváltozások.) Az apró, kemény és kellemetlen bőrkinövésekért pedig szinte minden esetben ugyanaz, az úgynevezett Humán Papilloma Vírus (HPV, vagy más néven papillóma-fertőzés) a felelős.
A HPV vírus egyik legjellegzetesebb tulajdonsága, hogy elsősorban a bőrünk felszíni sejtjeit, azaz a keratinocytákat támadja meg – mégpedig akkor, amikor azok védekező rendszere nem tökéletes, amikor bőrünk vagy nyálkahártyánk sérült. Bár az egészséges immunrendszer az esetek többségében felismeri a fertőzést, és képes megelőzni a betegség kialakulását, bármilyen legyengülése esetén (stressz, erős dohányzás, krónikus betegségek, egyéb gyulladások) azonban már nem képes hatékonyan ellenállni annak – ilyenkor jelennek meg és válnak láthatóvá testünkön a szemölcsök.
A HPV-fertőzéssel szemben nem létezik teljes körű védelem, sajnos ma gyakorlatilag bárki és bármikor megfertőződhet tőle. (Ezen a területen talán a legveszélyeztetettebb csoportot az úgynevezett atópiás dermatitisben – a bőr érzékenységével, szénanáthával, asztmával járó betegség – szenvedők alkotják, ők válnak legkönnyebben fertőzötté, a vírus hordozóivá, közvetítőivé.)
Több mint 70 féle HPV vírustörzs okozhat – különböző kórképű – szemölcsöket, amelynek egyik legfontosabb jellemzője, hogy szinte soha nem azonnal a fertőzés pillanatában, hanem egy jóval későbbi időpontban, megközelítőleg a vírus szervezetünkbe kerülését követő 3-6 hónap elteltével jelennek meg.
A „közönséges” szemölcsök leggyakrabban az ujjainkon vagy végtagjainkon jelennek meg. Általános orvosi tapasztalat, hogy az első szemölcs megjelenését hamarosan újabb és újabb hasonló jellegű bőrelváltozások követik.
Itt érdemes felhívni a figyelmet a szemölcs kezelésének fontosságára: nem felejthetjük el, hogy léteznek olyan HPV vírusfertőzések, amelyek hosszú idejű elhanyagolása esetén könnyen vezethetnek a hámsejtek rosszindulatú elfajulásához (malignizáció).

## Szemölcsök típusai

### Lapos szemölcsök
Ezek a szemölcsök leggyakrabban gyermekeken jelennek meg, de tulajdonképpen bármely életkorban feltűnhetnek. Elsősorban, de nem kizárólag a kezeken jelennek meg. Nagyságuk 3–25 mm között van. Színük a bőrrel megegyező, vagy barnás a durva, elszarusodott felszíne miatt. Fájdalommentes, kivéve akkor, ha a köröm alatt nőtt, vagy, ha felsértik.

### A talpon növő szemölcsök
Ezek a szemölcsök általában a sarok vagy a talp szövetébe mélyen ágyazódnak be. Könnyen össze lehet keverni őket a tyúkszemmel. Ezek kör alakú, durva felületű, kemény képződmények, melyek gyakran lehetnek fájdalmasak. Úgy lehet megkülönböztetni őket a tyúkszemtől, hogy, ha megkaparják a felületüket, akkor fekete pontocskák lesznek láthatóak, melyek a szemölcsöt ellátó erek.

### Genitália környéki szemölcs (Condyloma Acuminatum)
A nemi szerveken, a péniszen, illetve a végbélnyílás környékén alakul ki, nemi érintkezéssel terjed. Alakjukat a karfiolhoz szokták hasonlítani, melyek gyorsan nőnek, és irritálnak. Terjedésük óvszerrel kivédhető.

### Fonálszerű szemölcsök
Rendszerint az arcon, a nyakon nőnek, maguktól eltűnhetnek. Kb. 3 mm hosszúak, és kemény hegyük van. Egyenként és csoportosan egyaránt jelentkezhetnek.

### Közönséges szemölcs (Verruca Vulgaris)
Gyakran gömb alakú, éles szélű, meglehetősen kemény, karfiolszerű felszínnel.

### Uszodaszemölcs (Mollusca Contagiosa)
Lapos, bőrszínű, vagy fehér/átlátszó szemölcs, amely leggyakrabban csoportosan fordul elő.

## Kezelésük
A szemölcs nemcsak kellemetlen, de veszélyes is, súlyos szövődményekkel járhat (elég, ha csak a HPV vírus következtében kialakuló méhnyakrákra gondolunk). Ezért elengedhetetlen, hogy időben elkezdjük hatékony kezelésüket. A szemölcsöktől sokfélképpen megszabadulhatunk. Ezek közül a legismertebb eljárások a következők:

### Fagyasztásos eljárás
Ez egy speciális, bőrgyógyász által végzett beavatkozás. A fagyasztás eredményeképpen a kezelt területen a szemölcs sejtjei elhalnak.

### Elektrokoaguláció
Az eljárás során a szemölcsök egy elektromos sebészeti beavatkozás (elektrokoaguláció) során kerülnek leégetésre.

### Kaparásos eljárás
Az elektrokoagulációs, illetve fagyasztásos eljárást követően a szemölcsök egy éles fém kanállal kerülnek lekaparásra.

### Lézeres kezelés
A modern technikai eljárás során a szemölcsöket CO2-lézerrel égetik le. A beavatkozás, azaz a vírusos szemölcs eltávolítás során maga a szemölcs kerül eltávolításra.

### Bleomicin
Ez egy olyan kemoterápiás kezelési megoldás, amelyet a makacs, egyéb kezelési megoldásokra nem reagáló szemölcsök eltávolítására használnak. Az eljárás során ún. citosztatikus (sejtosztódásgátló) hatású antibiotikumok (rákellenes) szerek családjába tartozó vegyületet injekcióznak közvetlenül a szemölcs belsejébe, amelynek eredményeképpen a ráksejtek elpusztulnak.

### Sebészeti beavatkozás
A szemölcs kivágása sebészi úton gyakran nem a legjobb megoldás. Az operáció ugyanis sokszor érint olyan területeket, ahol problémás ez az eljárásmód, ráadásul az sem példanélküli, hogy a fájdalmas eljárás után újból megjelennek a szemölcsök az egyszer már kezelt sebhelyes területen.

### Kenőcsös kezelés
A helyi kezelések közül az egyik legismertebb és fájdalommentességének köszönhetően talán legnépszerűbb gyógymód a lokális, kenőcsös eljárás. Elterjedésének sikere elsősorban annak köszönhető, hogy a természetes anyagokat tartalmazó kenőcsök sokszor nyújtanak hatékony alternatívát a mechanikai vagy fizikai eljárásokkal szemben. A helyi, kenőcsös kezelés számos előnnyel rendelkezik: a szemölcsfertőzésnek legjobban kitett kisgyermekek esetében is biztonságos és jelentős kockázat nélkül – és ami talán az ő esetükben a legfontosabb: fájdalommentes – megoldást nyújtanak; a szemölcs elleni kenőcsök közvetlenül a szemölcsön fejtik ki a hatásukat, mélyen beszívódnak a szemölcs belsejébe, így sokszor képesek eltávolítani az „üszkös” sejtnövekményeket is; védőréteget képeznek a szemölcs felszínén, elősegítik a bőr gyógyulási folyamatát, védik azt a kedvezőtlen külső behatásoktól. Viszont több hátrányuk is van a többi terápiás lehetőséggel szemben: a lokális kenőcsös eljárás hatékonysága kisebb, így a kezelés hosszabb ideig tart, illetve a szemölcs „visszatértének” esélye a szakszerűen elvégzett invazív beavatkozáshoz (ilyen például a sebészet és a fagyasztásos) képest nagyobb. Fontosak lehetnek a természetes alapanyagokból készült kenőcsök, melyeknek elsődleges összetevője a vérehulló fecskefű, amelynek nedvét a népi gyógymód javasolja felvinni a szemölcsre. Ma a patikákban kaphatóak különböző ecsetelők, paszták. Ezeket a szereket azonban tilos ép bőrön használni. Ebből a szempontból is fontos a kezelési útmutató pontos betartása. A kezelés során képződött elhalt szöveteket el kell távolítani steril bőrollóval vagy pengével. Ez nagyon óvatosan végzendő művelet, mivel ha az élő szövet is sérül, az könnyen elfertőződhet. Ha a szemölcs fájni kezd, a kezelést abba kell hagyni és helyette szakorvoshoz fordulni. Ha a szemölcs az arcon vagy az anogenitális helyeken jön elő, akkor „házi kezelés” helyett mindenképp szakorvoshoz kell fordulni.